# العازف الماهر
حكاية العازف الماهر (بالألمانية: Der wunderliche Spielmann) هي إحدى حكايا الأخوين غريم. نُشرت الحكاية في كتابهما حكايا خرافية من ألمانيا وهي الحكاية الثامنة في الكتاب.

## القصة
تدور الحكاية حول عازف كمان يتجول في الغابة ضَجٍراً باحثاً عن بعض الرفقة. جذب صوت كمان العازف ذئباً أراد تعلم العزف، لكن العازف لم يرغب بمرافقته، فما كان منه إلا أن اخبر الذئب أنه يجب أن ينفذ كل أوامره إذا كان يريد حقاً التعلم منه. وافق الذئب على شرط العازف، فأمره الأخير بوضع يديه في جوف شجرة. بعد أن ادخل الذئب يديه في الجوف احضر العازف حجراً ووضعه فوقهما ثم رحل تاركاً إياه منتظراً. يكمل العازف طريقه وأنغام كمانه تدوي في الغابة جاذبةً ثعلباً. لم يرغب العازف أيضاً بمرافقة الثعلب؛ فاشترط عليه كما اشترط على الذئب من قبله، ثم ثنى جذع شجرتي بندق على جانبيّ الطريق وربط يدا الثعلب بهما ثم أفلتهما فَطار الثعلب في الهواء. واصل العازف طريقه فأتى إليه أرنب يرغب بتعلم العزف. فربط العازف خيطاً على رقبته وأمره بالقفز حول الأشجار حتى علق، ثم مضى في طريقه.

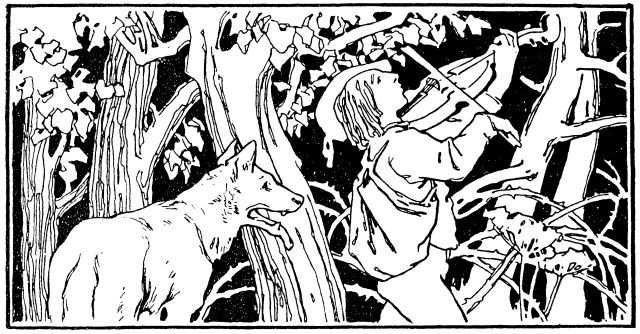
رسم تصويري لأوتو أوبيلودين يعود للعام 1909

يتمكن الذئب من تحرير نفسه ويذهب للانتقام من العازف فقايبل في طريقه الثعلب والأرنب اللذان يرافقاه بحثاً عن العازف. في تلك الأثناء يأتي حطاب للعازف مفتوناً بموسيقاه، فيُسرّ العازف أنه تمكن أخيراً من مقابلة إنسان، ويعزف له. تجد الحيوانات العازف وتهرع للهجوم عليه، إلا أن الحطاب حاملاً فأساً معترضاً طريقهم ومخبراً إياهم أنه لن يدعهم يؤذون العازف، فتخاف الحيوانات وتفرّ هاربة. يتشكر العازف الحطاب ويعزف له لحناً آخراً.

## أصل الحكاية
نُشرت الحكاية في الطبعة الثانية من كتاب الأخوين غريم عام 1819، وهي الحكاية الثامنة في الكتاب(1). الملاحظة المدونة في الكتاب تنسب أصل الحكاية لمدينة «لورش قرب فورمز» الواقعة جنوب ولاية هسن، وتُقارن أورفيوس و«حكاية أخرى مشابهة مُتناقلة قرب ساكسونيا في ترانسيلفانيا، كما ورد عن جوزيف هالتريش في كتابه الصادر عام 1974 حكايا شعبية ساكسونية من ترانسيلفانيا». فُسرت تصرفات العازف الوحشية والغير مبررة على أنها أُدخِلت إلى الحكاية بسبب الرواية الغير مكتملة.
وردت فكرة القبض على الروح الشيطانية في حكايات أخرى في كتاب الأخوين غريم: 4 قصة الشاب الذي خرج ليعرف ما هو الخوف، 20 الخياط الصغير الشجاع، 91 القزم، 99 الروح في الزجاجة، 114 الخياط الصغير الذكي، 161 بياض الثلج وحُمرة الورد، 196 رينكرانك العجوز. هانز يورغ اوتر أتى على ذِكر الملحمة الحيوانية القروسطية «الثعلب رينارد» على أنها مثال أبكر لإيذاء حيوان لنفسه بفعل مكر وحيلة آخر(2).

## الهوامش
1 في الطبعة الأولى من الكتاب كانت القصة الثامنة هي «اليد التي تٌمسك بالسكّين» (بالألمانية: Die Hand mit dem Messer)، إلا أنها حُذفت في الطبعة الثانية
2 راجٍع أيضا حكاية الأشياء المُتمنّاة "Die Wünschdinger" في كتاب الحكايا الألمانية الجديدة للودفيغ بيشتاين